# 尻手
尻手（しって）は、神奈川県横浜市鶴見区の町名。現行行政地名は尻手一丁目から尻手三丁目。住居表示実施済み区域。

## 地理
鶴見区の北東部に位置し、南に市場上町、南西に元宮一丁目、西と北に矢向二丁目・四丁目、北東に川崎市幸区柳町、南幸町3丁目、東に川崎市川崎区堤根と接している。

### 面積
面積は以下の通りである。
| 丁目       | 面積（km²） |
| ---------- | ----------- |
| 尻手一丁目 | 0.152       |
| 尻手二丁目 | 0.137       |
| 尻手三丁目 | 0.111       |
| 計         | 0.400       |

### 地価
住宅地の地価は、2025年（令和7年）1月1日の公示地価によれば、尻手1-1-8の地点で42万1000円/m²となっている。

## 歴史

### 沿革
- 1968年（昭和43年）7月1日 - 住居表示の実施に伴い、市場町、矢向町の各一部を分離し、尻手一丁目から尻手三丁目を新設[7]。

### 町名の変遷
| 実施後     | 実施年月日               | 実施前（各町名ともその一部） |
| ---------- | ------------------------ | ---------------------------- |
| 尻手一丁目 | 1968年（昭和43年）7月1日 | 市場町（一部）               |
| 尻手二丁目 | 1968年（昭和43年）7月1日 | 市場町（一部）               |
| 尻手三丁目 | 1968年（昭和43年）7月1日 | 市場町、矢向町（各一部）     |

## 世帯数と人口
2025年（令和7年）6月30日現在（横浜市発表）の世帯数と人口は以下の通りである。
| 丁目       | 世帯数    | 人口     |
| ---------- | --------- | -------- |
| 尻手一丁目 | 2,508世帯 | 6,476人  |
| 尻手二丁目 | 1,183世帯 | 2,257人  |
| 尻手三丁目 | 1,338世帯 | 2,815人  |
| 計         | 5,029世帯 | 11,548人 |

### 人口の変遷
国勢調査による人口の推移。
| 年                 | 人口   |
| ------------------ | ------ |
| 1995年（平成7年）  | 3,370  |
| 2000年（平成12年） | 4,536  |
| 2005年（平成17年） | 6,081  |
| 2010年（平成22年） | 7,020  |
| 2015年（平成27年） | 11,282 |
| 2020年（令和2年）  | 11,606 |

### 世帯数の変遷
国勢調査による世帯数の推移。
| 年                 | 世帯数 |
| ------------------ | ------ |
| 1995年（平成7年）  | 1,484  |
| 2000年（平成12年） | 1,934  |
| 2005年（平成17年） | 2,579  |
| 2010年（平成22年） | 3,017  |
| 2015年（平成27年） | 4,539  |
| 2020年（令和2年）  | 4,762  |

## 学区
市立小・中学校に通う場合、学区は以下の通りとなる（2024年11月時点）。
| 丁目       | 番・番地等 | 小学校                                          | 中学校             |
| ---------- | ---------- | ----------------------------------------------- | ------------------ |
| 尻手一丁目 | 全域       | 横浜市立市場小学校 横浜市立市場小学校けやき分校 | 横浜市立市場中学校 |
| 尻手二丁目 | 全域       | 横浜市立市場小学校 横浜市立市場小学校けやき分校 | 横浜市立市場中学校 |
| 尻手三丁目 | 全域       | 横浜市立矢向小学校                              | 横浜市立矢向中学校 |

## 事業所
2021年（令和3年）現在の経済センサス調査による事業所数と従業員数は以下の通りである。
| 丁目       | 事業所数  | 従業員数 |
| ---------- | --------- | -------- |
| 尻手一丁目 | 48事業所  | 334人    |
| 尻手二丁目 | 53事業所  | 793人    |
| 尻手三丁目 | 46事業所  | 669人    |
| 計         | 147事業所 | 1,796人  |

### 事業者数の変遷
経済センサスによる事業所数の推移。
| 年                 | 事業者数 |
| ------------------ | -------- |
| 2016年（平成28年） | 156      |
| 2021年（令和3年）  | 147      |

### 従業員数の変遷
経済センサスによる従業員数の推移。
| 年                 | 従業員数 |
| ------------------ | -------- |
| 2016年（平成28年） | 2,048    |
| 2021年（令和3年）  | 1,796    |

## 交通
- 国道1号

尻手駅は至近ではあるが、当地にはない（駅所在地は川崎市幸区南幸町3丁目で、駅の施設の一部が矢向四丁目にある）。

## 施設
- ニトリ 横浜鶴見店[17]
- 業務スーパー 鶴見店[18]

## その他

### 日本郵便
- 郵便番号 : 230-0003[3]（集配局：鶴見郵便局[19]）

### 警察
町内の警察の管轄区域は以下の通りである。
| 丁目       | 番・番地等 | 警察署     | 交番・駐在所 |
| ---------- | ---------- | ---------- | ------------ |
| 尻手一丁目 | 全域       | 鶴見警察署 | 尻手交番     |
| 尻手二丁目 | 全域       | 鶴見警察署 | 尻手交番     |
| 尻手三丁目 | 全域       | 鶴見警察署 | 尻手交番     |